# Eva Poppink
Eva Katerina Poppink (Haarlem, 30 juli 1977) is een Nederlandse zangeres, actrice en illustratrice.
Poppink studeerde aan de Amsterdamse Academie voor Kleinkunst, waar ze in 1999 afstudeerde.
Tijdens haar stagejaar speelde zij de rol van Pink in Heerlijk duurt het langst, een musical van Annie M.G. Schmidt en Harry Bannink onder regie van Ruut Weissman. In 1999-2000 speelde ze in de musical Fame de hoofdrol van Serena Katz in een productie van Joop van den Ende Theaterproducties. Nadien volgden hoofdrollen als Nijntje in de musicals Nijntje, de musical, Nijntje is er weer!, Nijntje op Vakantie en Nijntje, het concert, waarvan alles tezamen 919 voorstellingen werden gebracht voor zo'n half miljoen toeschouwers. Ook deed ze de regie voor een van de Nijntje-voorstellingen in Kroatië. In 2006 was ze te zien als Kit en Hillegonda in de muzikale komedie Joop ter Heul. Ze speelde eveneens in 2009 mee in Bedgeheimen en in 2010 in Toon. In 2013 speelde ze een rol in de musical Vijftig tinten... de parodie. Ze maakt eveneens deel uit van het muziektheatergezelschap De meisjes Loos.
Een kleine rol had ze in de jeugdfilm Pietje Bell 2: De Jacht op de Tsarenkroon uit 2003, een hoofdrol in de televisieserie Verkeerd verbonden, die liep van 2000 tot 2002, en de jeugdserie Schudden tot het sneeuwt uit 2003. 
Gastrollen had ze in een aflevering van 12 steden, 13 ongelukken uit 1996 en de televisieseries Spangen uit 2001, Samen uit 2005 en Kinderen geen bezwaar uit 2009. Ze leverde haar stem als stemacteur voor onder meer I'm in the Band, Ben 10, Happy Feet, Cars en Nijntje uit 2013. In 2014 speelde ze in het SBS6-programma Celblok H.
Als illustrator werkte ze van 2003 tot 2007 samen met onder anderen Job Schuring aan luisterboeken over Kareltje de hamster en Sjonnie de giraf. In 2020 speelde zij verzorger in de serie De regels van Floor en in 2022 vertolkte ze de rol van moeder in de bioscoopfilm Zwanger & Co.
Poppink is in 2014 getrouwd en heeft twee kinderen.

## Erkenning
Tijdens hun studie aan de Academie voor Kleinkunst in Amsterdam kregen Carice van Houten en Poppink in 1999 de laatst toegekende Pisuisse-prijs, een prijs uitgereikt aan een student voor de beste theaterprestatie en in herinnering aan Jean-Louis Pisuisse.
Als actrice was Poppink tweemaal genomineerd voor een John Kraaijkamp Musical Award in de categorie Beste Vrouwelijke Hoofdrol in een Kleine Musical, in 2004 voor haar rol in Nijntje is er weer, in 2007 voor haar rol in Nijntje op vakantie.
- International Standard Name Identifier: 0000 0003 6879 4444
- Nederlandse Thesaurus van Auteursnamen: 27873135X
- Virtual International Authority File: 291246529
- WorldCat: E39PBJjxtyqXVpRrRF7dH8dG73